# Mex (Vaud)
Pour les articles homonymes, voir Mex.
Mex est une commune suisse du canton de Vaud, située dans le district du Gros-de-Vaud. Citée dès 1154, elle fait partie du district de Cossonay entre 1798 et 2007. La commune est peuplée de 814 habitants en 2023. Son territoire, d'une surface de 2,83 km2, se situe dans la région du Gros-de-Vaud.

## Géographie

### Situation
Le territoire de Mex s'étend sur 2,83 km2. Lors du relevé de 2013-2018, les surfaces d'habitations et d'infrastructures représentaient 20,8 % de sa superficie, les surfaces agricoles 51,2 %, les surfaces boisées 30,4 % et les surfaces improductives 0,0 %.
Jusqu'à sa dissolution, la commune faisait partie du district de Cossonay. Depuis le 1er janvier 2008, elle fait partie du nouveau district du Gros-de-Vaud. Elle a des frontières communes avec Sullens, Crissier, Villars-Sainte-Croix et Vufflens-la-Ville.
Le territoire communal se trouve sur le plateau suisse, dans la région du Gros-de-Vaud. Il s'étend depuis le plateau de Mex vers l'est jusqu'aux forêts du bois Bahud situées de part et d'autre du ruisseau la Goille, un affluent côté gauche de la Venoge. La frontière orientale, quant à elle, longe la Chamberonne. Le sommet des Vaux est, avec 585 mètres d'altitude, le point culminant de la commune.
En plus du village de Mex, la commune compte également le hameau des Esserts, situé à 560 mètres sur une colline située entre les vallées de la Goille et de la Chamberonne, ainsi que plusieurs exploitations agricoles isolées.

### Transports
Mex fait partie de la communauté tarifaire vaudoise Mobilis. C'est le terminus de la ligne de bus des Transports publics de la région lausannoise reliant la commune à Crissier. Elle est également desservie par les bus sur appel Publicar, qui sont un service de CarPostal et Taxibus, des Transports publics de la région lausannoise.

## Histoire
On trouve à Mex des vestiges romains. Le village est connu en 1154 sous les noms de Mais. Au Moyen Âge, il se trouve sur la route reliant Lausanne à Jougne et forme une seigneurie. La maison forte dépend du seigneur de Cossonay et l'église Sainte-Marie-Madeleine est paroissiale en 1228. Le village fait partie du bailliage d'Orbe-Échallens de 1475 à 1798, puis du district de Cossonay dès la révolution vaudoise, de 1798 à 2007, et du district du Gros-de-Vaud depuis 2008.

## Politique

### Tendances politiques et municipalité
Lors des élections fédérales suisses de 2011, la commune a voté à 38,22 % pour l'Union démocratique du centre. Les deux partis suivants furent le Parti socialiste suisse avec 16,39 % des suffrages et les Vert'libéraux avec 14,90 %.	
Lors des élections cantonales au Grand Conseil de mars 2011, les habitants de la commune ont voté pour l'Union démocratique du centre à 28,40 %, le Parti libéral-radical à 25,58 %, le Parti socialiste à 18,44 %, les Verts à 15,17 % et l'Alliance du centre à 12,42 %.
Sur le plan communal, Mex est dirigé par une municipalité formée de 5 membres et dirigée par un syndic pour l'exécutif et un Conseil général dirigé par un président et secondé par un secrétaire pour le législatif.

### Jumelage
La commune est jumelée à celle de Lugny-lès-Charolles, en France.

## Population et société

### Gentilé et surnom
Les habitants de la commune se nomment les Mexanais.
Ils sont surnommés les Foulx (du nom du fruit atrophié des châtaignes en patois vaudois, qu'ils auraient vendu caché dans la bogue),.

### Démographie

#### Évolution de la population
Mex compte 814 habitants au 31 décembre 2023 pour une densité de population de 288 hab/km2. Sur la période 2010-2019, sa population a augmenté de 9,8 % (canton : 12,9 % ; Suisse : 9,4 %).  

#### Pyramide des âges
En 2020, le taux de personnes de moins de 30 ans s'élève à 34 %, au-dessous de la valeur cantonale (35 %). Le taux de personnes de plus de 60 ans est quant à lui de 23,5 %, alors qu'il est de 21,9 % au niveau cantonal.
La même année, la commune compte 380 hommes pour 410 femmes, soit un taux de 48,1 % d'hommes, inférieur à celui du canton (49,1 %).
| Hommes | Classe d’âge | Femmes |
| ------ | ------------ | ------ |
| 0,3    | 90 ans ou +  | 0,5    |
| 6,3    | 75 à 89 ans  | 7,6    |
| 14,7   | 60 à 74 ans  | 17,6   |
| 21,3   | 45 à 59 ans  | 18,8   |
| 23,7   | 30 à 44 ans  | 21,2   |
| 16,8   | 15 à 29 ans  | 18,3   |
| 16,8   | - de 14 ans  | 16,1   |

| Hommes | Classe d’âge | Femmes |
| ------ | ------------ | ------ |
| 0,5    | 90 ans ou +  | 1,4    |
| 6,1    | 75 à 89 ans  | 8,2    |
| 13,3   | 60 à 74 ans  | 14,3   |
| 21,5   | 45 à 59 ans  | 21,2   |
| 22,0   | 30 à 44 ans  | 21,4   |
| 19,6   | 15 à 29 ans  | 18,0   |
| 16,9   | - de 14 ans  | 15,5   |

#### Langues, nationalité et religion
En 2000, la langue la plus parlée à Mex est le français, avec 488 personnes (88,2 %). La deuxième langue est l'allemand (29 ou 5,2 %). Il y a 466 personnes suisses (84,3 %) et 87 personnes étrangères (15,7 %). Sur le plan religieux, la communauté protestante est la plus importante avec 255 personnes (46,1 %), suivie des catholiques (141 ou 25,5 %). 83 personnes (15 %) n'ont aucune appartenance religieuse.

### Vie locale
La commune de Mex comprend plusieurs associations, parmi lesquelles une fanfare, un club de pétanque et une association sportive.

## Économie
Jusqu'à la seconde moitié du XXe siècle, l'économie locale était principalement tournée vers l'agriculture et l'arboriculture fruitière qui ne représentent plus de nos jours qu'une part mineure dans les emplois locaux. 

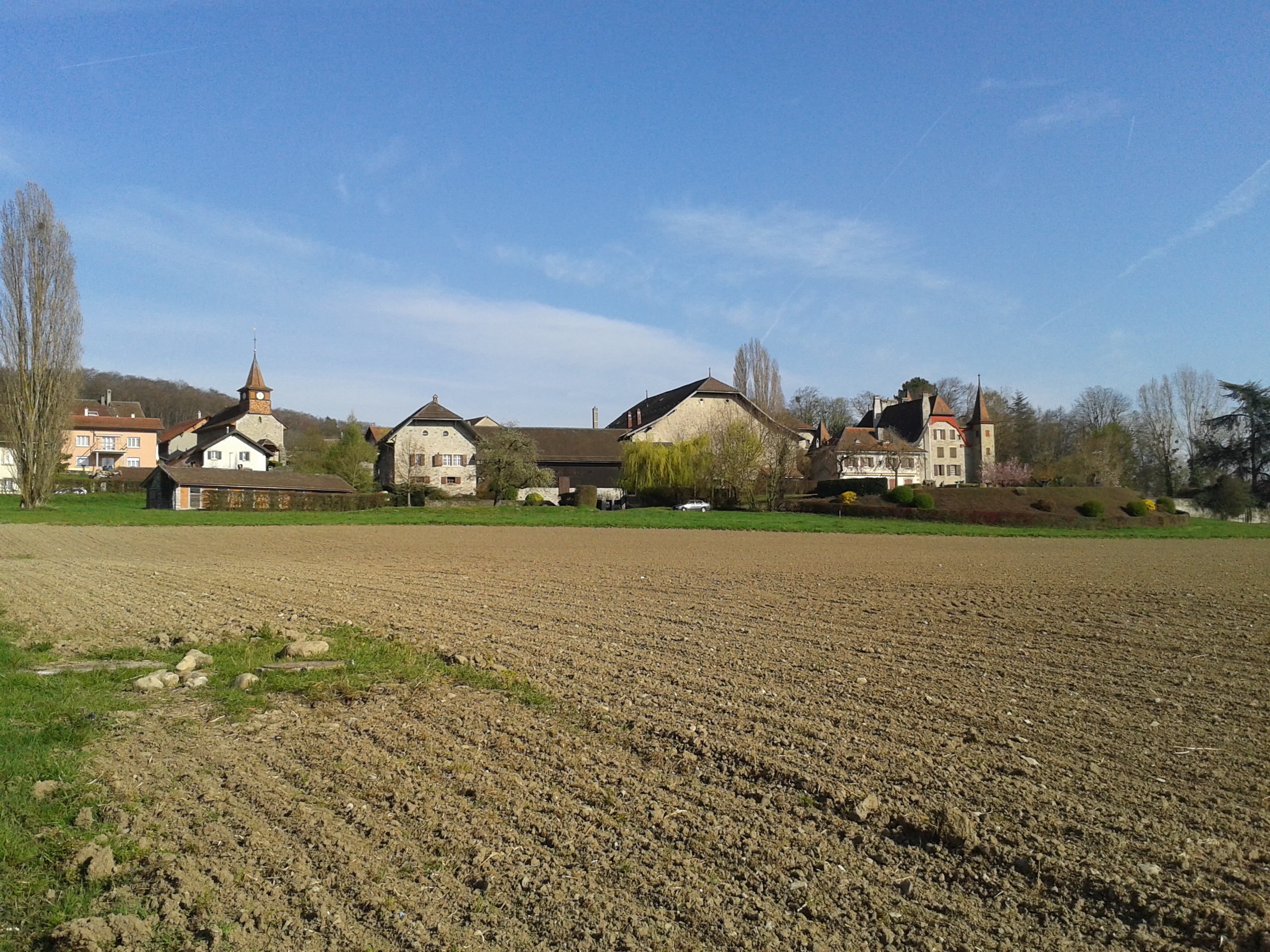
Terre labourée, fin juillet 2014. Photo Sissssou

Si une briqueterie était autrefois présente aux Vaux, c'est bien depuis les années 1970 que la commune s'est développée avec la création d'une zone commerciale où se sont installées plusieurs entreprises, dont le Groupe Bobst. Ces dernières décennies, le village de Mex a vu la création de plusieurs zones résidentielles, principalement occupées par des personnes travaillant dans la région lausannoise.

## Culture et patrimoine

### Patrimoine bâti
Église. Le temple réformé, ancienne église Sainte-Marie-Madeleine, remonte à l'époque médiévale, mais a été partiellement reconstruit en 1580-1582 par les maçons Antoine Vallon et André Petter. Les façades sont ajourées de fenêtres dans le style du gothique tardif. L’édifice a connu une importante rénovation dans le troisième quart du XVIIe siècle, puis les murs ont été exhaussés, avec sans doute la construction d’un clocheton, vers 1790. Peintures murales en 1908-1909 par Louis Rivier. Vitraux de 1979 par Yoki.
Châteaux. La commune compte sur son territoire deux châteaux : le château (parfois appelé le château d'En-Haut) du XVIe siècle et le château d'En-Bas du XVIIe siècle. Situé au centre du village, le château d'En-Haut construit au XVIe siècle a été agrandi vers 1650 pour Jean-François de Charrière, seigneur de Penthaz. Donnant sur le parc, sa façade principale à trois étages de galeries est encadrée par deux tours.
Le village de Mex est inscrit comme site ISOS.

### Héraldique
| Armes de Mex | Les armes de la commune de Mex se blasonnent ainsi : D'or au chevron de gueules. |